# MNC
MNC (англ. Mobile Network Code) — код мобильной сети. В комбинации с Mobile Country Code (MCC) является уникальным идентификатором сотового оператора сетей GSM, CDMA, iDEN, TETRA и UMTS, а также некоторых операторов спутниковой связи. Рекомендация E.212 от ITU-T определяет мобильные коды стран.

## Россия
- 250XX — Россия
- 25001: ПАО МТС
- 25002: ПАО МегаФон
- 25003: Ростелеком (НСС, Элайн)
- 25004: МТС (Сибчеллендж)
- 25005: ЕТК
- 25006: Danycom (MVNO t2, оператор прекратил работу с 17 сентября 2020 года, абоненты были переведены на MCN Telecom)
- 25007: Смартс (оператор прекратил работу)
- 25008: Вайнах Телеком
- 25009: Скайлинк, Сотел ССБ
- 25010: МТС (Донтелеком)
- 25011: Yota (до 4 июня 2003 года использовался оператором Оренсот[1] в Оренбургской области)
- 25012: АКОС, Дальсвязь (ныне t2)
- 25013: МТС (бывшее название Кубань GSM), также использовался Lycamobile, оператор прекратил работу в России в 2022 году.
- 25014: МегаФон (точно такой же как у 25002)
- 25016: Miatel, ранее использовал НТК до поглощения компанией Билайн в 2013 году и был сменен на 25099.
- 25017: Уралсвязьинформ
- 25018: Астран (MVNO t2)
- 25019: Альфа-Мобайл (MVNO Билайн), ранее использовал Индиго GSM (оператор прекратил работу)
- 25020: t2
- 25023: ЗАО «Джи Ти Эн Ти»
- 25026: ООО «ВТБ Мобайл» (MVNO t2)
- 25027: Летай (ТАТТЕЛЕКОМ)
- 25030: ЗАО «Остелеком»
- 25032: WIN-Mobile (ООО «К-Телеком») — Республика Крым и Севастополь
- 25033: СевМобайл
- 25034: Крымтелеком - поглощён ООО «Миранда-медиа»
- 25035: МОТИВ
- 25037: MCN Telecom (MVNO t2), ранее использовал Кодотел
- 25039: Ростелеком (Utel, АКОС, НСС, БайкалВестКом, СТЕК GSM, Волгоград-GSM, Тамбов GSM)
- 25040: АО «Воентелеком» (MVNO t2)
- 25042: ОАО «Межрегиональный ТранзитТелеком»
- 25043: ООО «Спринт»
- 25045: Газпромбанк Мобайл (MVNO t2)
- 25047: Next Mobile, ГородМобайл
- 25048: V-Tell (ООО «Глобал Телеком»)
- 25050: СберМобайл (MVNO t2)
- 25051: ООО «Центр 2М»
- 25054: ООО «Миранда-Медиа» — Республика Крым, Севастополь, Луганская Народная Республика, Донецкая Народная Республика
- 25055: НП «ГЛОНАСС»
- 25059: Wifire (только интернет, MVNO Мегафон)
- 25060: Волна мобайл (ООО «КТК-Телеком») — Республика Крым и Севастополь
- 25061: Интертелеком — оператор прекратил работу
- 25062: Т-Мобайл (бывший Тинькофф Мобайл) (MVNO t2)
- 25077: АО «ГЛОНАСС»
- 25091: МегаФон (ЗАО «Соник Дуо»), сменен на 25002.
- 25092: МТС (Примтелефон)
- 25094: ООО «МирТелеком» — Запорожская область и Херсонская область
- 25096: +7Телеком (ООО «К-Телеком»)
- 25097: Феникс (ГУП ДНР «РОС») — Донецкая Народная Республика, Запорожская область и Херсонская область
- 25098: ООО «МКС» — Луганская Народная Республика
- 25099: Билайн, Экстел, НТК (ПАО "Вымпел-Коммуникации")

## Беларусь
- 257XX — Беларусь
- 25701: А1
- 25702: МТС
- 25704: life:)

## Казахстан
- 401XX — Казахстан
- 40101: Beeline KZ
- 40102: Kcell
- 40107: Altel
- 40108: Казахтелеком
- 40177: Теле2 Казахстан

## Кыргызстан
- 437XX — Кыргызстан
- 43701: Билайн
- 43703: Fonex
- 43705: MegaCom
- 43709: O!

## Китай
- 460XX — Китай
- 46000: China Mobile
- 46001: China Unicom
- 46003/46011: China Telecom
- 46015: China Broadnet

## Узбекистан
- 434XX — Узбекистан
- 43403: Uztelecom (CDMA)
- 43404: Beeline UZ
- 43405: Ucell
- 43406: Perfectum Mobile
- 43407: Mobiuz
- 43408: Uztelecom (GSM)
- 43410: Humans (MVNO Uztelecom)

## Южная Корея
- 450XX — Южная Корея
- 45002/45004: KT
- 45005: SK Telecom
- 45006: LG U+
- 45008: Olleh